# Římskokatolická farnost Hodonín
Římskokatolická farnost Hodonín je územní společenství římských katolíků ve městě Hodoníně s farním kostelem sv. Vavřince.

## Území farnosti
Hodonín s farním kostelem sv. Vavřince

## Historie farnosti
Nejstarší písemná zpráva o Hodoníně pochází z roku 1169 – v listině olomouckého knížete Fridricha, určené rajhradskému benediktinskému klášteru, je uváděn svědek Tvrdiše – castellanus de Godonin. Roku 1240 je v listině krále Václava I. doložen plebán Jakub, správce kostela sv. Vavřince, který měl na statcích královny Konstancie správní funkci. Dalším známým farářem byl k roku 1482 – 1483 uváděný Jakub a po něm roku 1487 Gabriel. Bylo to zřejmě v kostele nebo kapli, která byla součástí gotického hradu. Roku 1610 dovolila majitelka města Kateřina Pálffy z Erdöru hodonínským měšťanům dosadit na faru faráře augšpurského vyznání a konat bohoslužby podle augšpurského ritu v kostele na náměstí. Během třicetileté války byl kostel opakovaně pleněn vojsky. V 17. a 18. století byl několikrát přebudován, současnou podobu dostal v letech 1780 až 1786. 

## Duchovní správci
Farářem byl od 1. srpna 1989 Mons. Mgr. Josef Zouhar.  Spolu s ním ve farnosti působilo několik kaplanů, resp. farních vikářů. Mezi roky 2009 a 2011 to byl třeba dnešní tvrdonický farář R. D. Mgr. Robert Prodělal, od 29. června 2014 R. D. Mgr. Ing. Jaroslav Sojka (dnes farář v Brtnici), od srpna 2022 do srpna 2023 byl kaplanem R. D. Mgr. Milan Werl, současný farář v Hovoranech. Od 1. května do 4. srpna 2022 byla z Hodonína dočasně spravována i farnost Mikulčice. Od září 2023 zde byl farářem P. Tomáš Koumal a Mons. Mgr. Josef Zouhar od té doby působí jako výpomocný duchovní. Od srpna 2024 byl P. Tomáš Koumal jmenován na funkci rektora Nepomucena v Římě a nově se tak stává hodonínským farářem P. Ladislav Bublán.

## Bohoslužby
| Kostel              | Místo   | Bohoslužba                                       | Bohoslužba                                            | Poznámka     |
| ------------------- | ------- | ------------------------------------------------ | ----------------------------------------------------- | ------------ |
| Kostel sv. Vavřince | Hodonín | neděle pondělí úterý středa čtvrtek pátek sobota | 6:50, 8:00, 9:15, 17:45 17:45 6:45, 17:45 8:00, 17:45 | farní kostel |

## Aktivity ve farnosti
Dnem vzájemných modliteb farností za bohoslovce a bohoslovců za farnosti brněnské diecéze je 27. leden. Adorační den připadá na 10. srpna.
Farnost pravidelně pořádá farní ples.
Ve farnosti se pravidelně pořádá tříkrálová sbírka. V roce 2014 se při ní vybralo 251 658 korun, v roce 2015 pak 276 890 korun. Při sbírce v roce 2016 se vybralo 276 984 korun. .

## Kněží pocházející z farnosti
Dne 24. června 2017 přijal jáhenské svěcení Tomáš Marada, pocházející z hodonínské farnosti. Po kněžském svěcení v roce 2018 slavil primici ve farním kostele 24. června 2018. Dále z farnosti pochází také Jiří Topenčík (farář v Šitbořicích), Jaroslav Trávníček (farář v Blučině), Vojtěch Kolaja (Břevnovský klášter).